# Tobden Gyaltso
Tobden Gyaltso, ook wel Tobden Gyamtso (Ambo, 1964) is een Tibetaanse zanger, fluitist en activist.

## Tibet
Tobden Gyaltso werd een weeskind vanaf zijn zesde en zwierf daarna door de straten en leefde hij van het zingen van oude Tibetaanse legendes, dat thegyae-sar wordt genoemd. In zijn familie werden zestien mensen vermoord door Chinese autoriteiten.
Eind jaren 80 raakte hij betrokken bij de opstanden in Tibet en werd hij gevangengezet. Begin jaren 90 kreeg hij foto's te zien van de Tibetaanse gemeenschap in Dharamsala in India, waarna hij besloot de grens over te trekken om de Tibetaanse zaak van daaruit te dienen.
Later vertrok hij naar de Verenigde Staten en trad hij in verschillende andere landen op tijdens manifestaties, waarin hij vertelde over de demonstraties en arrestatie in Tibet.

## Muziekcarrière
Voor de filmopnames van Seven Years in Tibet reisde hij mee als figurant. Tijdens de opnames leerde hij de zussen Namgyal Lhamo en Kelsang Chukie Tethong en richten ze de muziekformatie Gang Chenpa op, die op de achtergrond ook in de filmmuziek is te horen. Over deze muziekgroep regisseerde Jan van den Berg in 2001 de documentaire Seven Dreams of Tibet.
Samen met Gang Chenpa trad hij op tijdens de Tibetan Freedom Concerts in achtereenvolgens New York (1997), Washington (1998) en Amsterdam (1999). In 2000 maakten ze een uitgebreide tournee door Nederland, België en Duitsland.

## Discografie
- Voices from Tibet, met Gang Chenpa, Papyros/Music & Words, 2000